# Pas assez de volume ! (Notes sur l'OMC)
 (février 2023).
Pour plus de détails, voir Fiche technique et Distribution.
Pas assez de volume ! (Notes sur l'OMC) est un documentaire de Vincent Glenn sur le fonctionnement de l'Organisation mondiale du commerce. Il a notamment été produit par Lardux Films.
Réalisé en 2003, ce documentaire français a été distribué dans les salles françaises par la coopérative Co-errances le 21 avril 2004. Il a également connu une active diffusion dans le réseau des festivals de cinéma et des ciné-clubs.

## Intention et objet du film
Le réalisateur ancre l'idée de ce film lors du Festival des Nuits Atypiques de Langon, où il prend acte de sa méconnaissance du rôle de l'OMC : « Je me suis rendu compte que mes connaissances sur le pouvoir et la mission de l’OMC restaient rudimentaires. J’ai donc décidé de m’attaquer à ce mot. » Sa quête l'amène à s'interroger sur toutes les facettes du pouvoir de l'OMC : Comment, pourquoi, par qui et pour qui cette organisation a-t-elle été mise en place, et pourquoi est-elle si contestée ? Il y décrit différentes crises mondiales depuis sa création : bœuf aux hormones, maladie de la vache folle, exportation massive du surplus de poulets de l'Europe vers le Sénégal...
La seconde partie du documentaire dévoile les tenants et aboutissants d'un accord particulier de l'OMC : l'AGCS (Accord Général sur le Commerce des Services).
Le documentaire s'articule autour de différentes interviews dont celles de Mike Moore (directeur de l'OMC entre 1995 et 2002), Pascal Lamy (négociateur de l’Union européenne auprès de l’OMC), Agnès Bertrand (auteur de L’OMC, le pouvoir invisible), Raoul Marc Jennar (chercheur à l’Unité de recherche, de formation et d’information sur la globalisation - URFIG), José Bové (militant agricole), Joseph Stiglitz (économiste), etc.

## Fiche technique
- Titre : Pas assez de volume ! (Notes sur l'OMC)
- Réalisation : Vincent Glenn
- Scénario :
- Photographie : Diane Baratier, Xavier-Marie Bonnot, Thierry Bordes, Basile Carré-Agostini, Bernard Doray, Richard Forestier, Vincent Glenn, Denis Gravouil, Éric Guéret, Michael Haedener, Jean-Yves Legrand, Christian Pfohl et Sabine Raymond
- Montage : Stéphane Elmadjian et Annick Hurst
- Société de production : Les Nuits Atypiques de Langon, Filmo, Lardux Films, Callysta Productions et Cityzen télévision
- Pays :  France
- Genre : Documentaire
- Durée : 140 minutes
- Dates de sortie : 
  -  France : 21 avril 2004